# Christiaan Cornelissen
Christiaan Cornelissen (ur. 30 sierpnia 1864, zm. 21 stycznia 1942) – holenderski ekonomista, działacz związkowy i anarchosyndykalista.

## Życiorys
Był drugim z pięciorga dzieci Johannesa Cornelissena, stolarza z Den Bosch i Mecheliny van Wijk. Pracował jako nauczyciel w Middelburgu. Pod koniec lat 80. XIX w. zaczął współpracować z czasopismem „Recht voor Allen” (Sprawiedliwość dla wszystkich), organem Ligi Socjaldemokratycznej (nl. Sociaal-Democratische Bond). Zastąpił Domelę Nieuwenhuisa jako lider SDB, był członkiem jej komitetu centralnego i kierownikiem sekretariatu międzynarodowego. Po rozłamie na SDB i Socjaldemokratyczną Partię Robotniczą (nl. Sociaal Democratische Arbeiders Partij) pozostał w SDB. Brał udział w drugim kongresie II Międzynarodówki w Brukseli, jako korespondent „Recht voor Allen” oraz jako delegat holenderskiego związku kolejarzy.
W 1891 r. przełożył na holenderski Manifest komunistyczny. W 1893 r. był jednym z założycieli związkowej federacji o nazwie Krajowy Sekretatariat Pracy (nl. Nationaal Arbeids-Secretariaat). W roku następnym poznał francuskiego anarchistę Fernanda Pelloutiera; poparł anarchistów wykluczonych z kongresu II Międzynarodówki w Zurychu, w 1893 r.
Rosnące wpływy socjaldemokratów w SDB skłoniły Cornelissena do wyjazdu do Paryża (1898). We Francji działał w tamtejszym ruchu anarchistycznym, pisywał do syndykalistycznych czasopism "La Voix du peuple" i "La Bataille syndicaliste". Pisał pod pseudonimem Rupert – od nazwiska żony, Elisabeth Kathariny Frederike Rupertus, z którą ożenił się w 1899 r. W 1903 r. urodził im się syn Fred.
W 1907 r. współorganizował międzynarodowy kongres anarchistyczny w Amsterdamie. W tym samym roku został redaktorem "Bulletin internationale du mouvement syndicaliste" (Międzynarodowego biuletynu ruchu syndykalistycznego). Brał udział w organizacji międzynarodowego kongresu syndykalistycznego w Londynie, w 1913 r.
W czasie I wojny światowej Cornelissen opowiedział się za poparciem socjalistów dla wojny (tzw. Union sacrée), co spowodowalo jego izolację w kręgach syndykalistycznych i anarchistycznych w tym okresie (podobnie jak m.in. Piotra Kropotkina, z tego samego powodu). Po wojnie zajmował się głównie ekonomią. (W 1944 r. została opublikowana jego książka Traité général de science économique (Ogólny traktat na temat nauki ekonomicznej), kontynuacja jego Théorie de la valeur (Teorii wartości) z 1903 r. Krytykował w niej teorię wartości opartej na pracy Karola Marksa.) Zmarł w 1942 r. w Domme.